# 사모곡 (가요)
《사모곡》(思母曲)은 대한민국의 가수인 태진아가 1993년에 발표한 트로트 가요이다. 어머니를 그리워하는 자식의 애절한 마음을 담은 노래로 잘 알려졌다. 이덕상이 작사를, 서승일이 작곡을 맡았다.

## 개요
1993년 태진아가 어머니를 그리워하는 마음을 토대로 불렀던 곡으로 1970년대에 가수로 데뷔한 이후에 흥행에 번번이 실패하여 1980년대에 미국으로 이민을 떠났던 태진아 본인이 어머니의 임종을 지켜드리지 못한 천추의 한을 담은 슬픈 노래로 알려졌다. 당시 태진아는 데뷔 이후에 가수 활동 흥행 실패와 앨범 판매 부진으로 인해서 미국으로 이민을 가면서 재미 교포 생활을 하고 있었다. 그가 미국으로 이민가기 이전에 가지고 갔던 것은 미국행 비행기표 뿐이라고 한다.
미국 이민 생활 도중에 태진아의 어머니가 대한민국에서 운명을 하였다는 부고가 전해지자 태진아 본인은 어머니 임종을 지켜드리지 못한 불효로 인하여 대한민국행 비행기도 살 수 없을 정도로 어려움을 겪어왔는데 결국 어머니가 세상을 떠난지 4년 만에 귀국하게 되어서 어머니 산소로 찾아가 임종을 지켜드리지 못한 불효죄를 통탄하며 후회를 하였다고 말하였다.
때마침 태진아는 성묘를 갔던 중 마을 어귀에 새겨진 이덕상 시인의 사모곡이라는 시문을 보면서 그 시문에서 어머니를 연상하게 되었다는 것을 계기로 이덕상 시인을 찾아가 《사모곡》이라는 시문을 노래로 만들고 싶다는 요청을 하게 되었고 이에 대해서 이덕상 시인이 허락을 하게 되면서 사모곡이라는 가요를 작곡하게 되었다.

## 반응
1990년대 당시에 대한민국의 트로트 가요 가운데 최고의 곡으로 인정받았으며 어머니를 그리워하는 이들의 심금을 울리게 되었다. 특히 북한에 있는 실향민들과 어머니를 여의게 된 중년층, 노년층으로부터 공감을 받게 되었다. 이를 통해서 태진아는 지난 부진을 씻어내면서 인기 가수로 인정을 받게 되었다.